# Frieden von Schärding

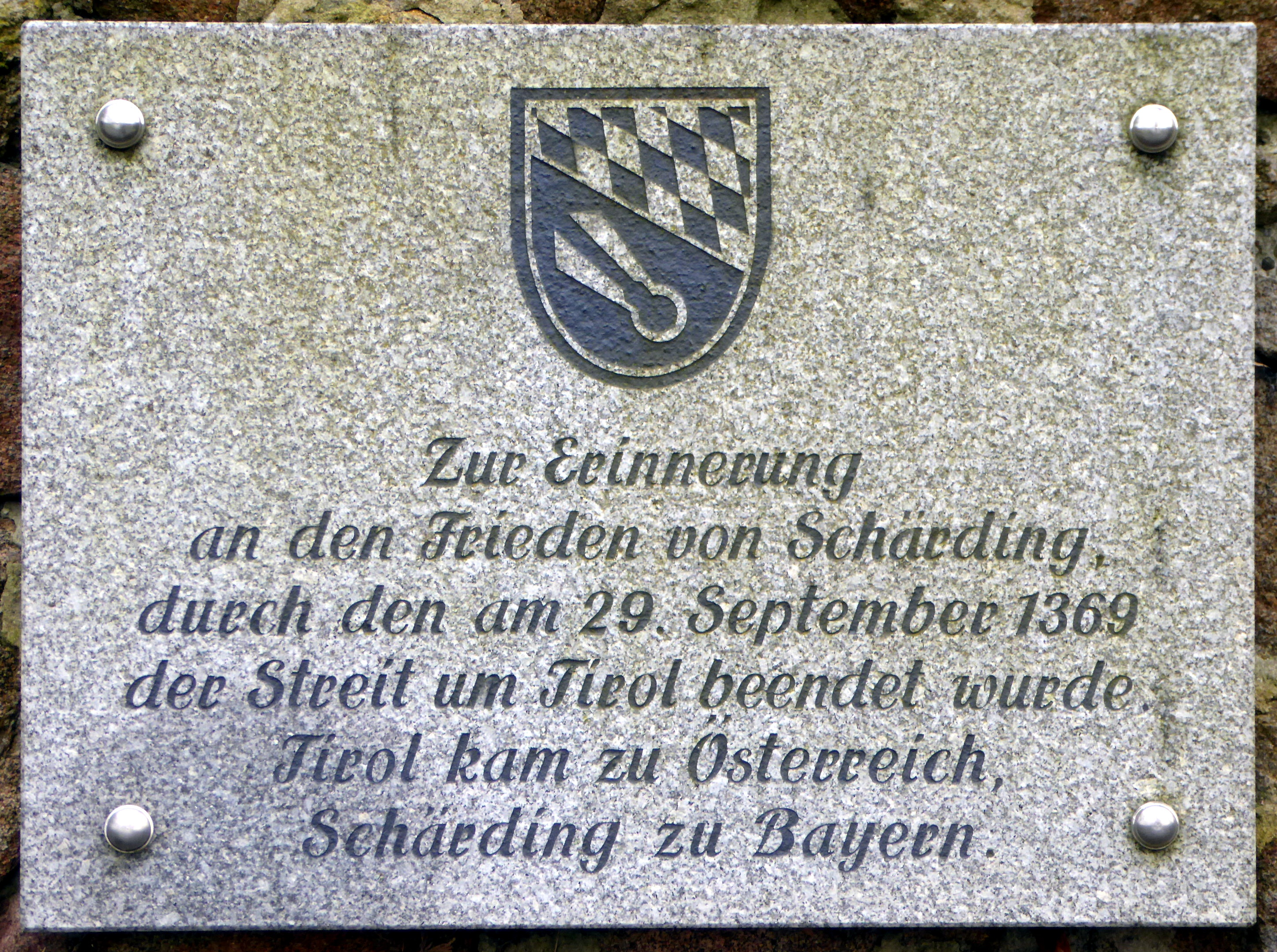
Gedenktafel in Schärding

Der Frieden von Schärding 1369 beendete die Streitigkeiten zwischen Bayern und Österreich im Kampf um die Herrschaft über Tirol.

## Ursachen
Als 1363 der Wittelsbacher Herzog von Oberbayern und  Graf von Tirol, Meinhard  – mütterlicherseits der letzte der Grafen von Görz (Meinhardiner) –, überraschend starb, folgte ihm sein Onkel Stephan II. von Bayern-Landshut in Oberbayern nach (Bayern war seinerzeit in Erblinien geteilt) und beanspruchte auch Tirol. Meinhards Mutter Margarete (genannt Maultasch) überschrieb Tirol auf Grund eines Erbvertrages jedoch dem Habsburger Rudolf IV. (dem Stifter) und übergab diesem die Regierungsgewalt. 1364 wurde Rudolf in Brünn trotz der Erbansprüche der Wittelsbacher durch seinen Schwiegervater Kaiser Karl IV. mit Tirol belehnt.
Herzog Stephan marschierte noch 1363 in Tirol ein und verbündete sich unter anderem mit Bernabò Visconti, dem Stadtherrn von Mailand. Nachdem Stephan schon in der Schlacht bei Ötting (23. November 1363), an der Salzburger Verbände auf Seiten Österreichs maßgeblich beteiligt waren, sowie in mehreren nachfolgenden Feldzügen keine Entscheidung um Tirol hatte erzwingen können, kam es Ende September 1369 zum Frieden von Schärding.

## Friedensschluss
In Schärding fand am 29. September 1369 eine Zusammenkunft zwischen Herzog Albrecht III. von Österreich und dem bayerischen Herzog Stephan II. im Beisein von vielen Adeligen beider Länder statt. Die Streitigkeiten um Tirol wurden beendet und eine Friedensurkunde wurde ausgestellt. Bayern verzichtete gegen eine finanzielle Entschädigung auf Tirol; nur die Gerichte Kufstein, Kitzbühel und Rattenberg (Unterinntal) blieben bayerisch – diese hatte Margarethe einst als Morgengabe von ihrem zweiten Ehemann Ludwig von Brandenburg (V. von Bayern), Meinhards Vater, erhalten; sie wurden als bayerisches Stammland erachtet. Die Ablöse belief sich auf 116.000 Gulden. Auch die zuvor an Habsburg verpfändete Stadt Schärding selbst fiel an Bayern zurück. Im Jahre 1356 hatte Stephans Halbbruder, der mit ihm verbündete Herzog Albrecht I. von Bayern-Straubing, Geldmittel benötigt, um gegen Einfälle aus Böhmen eine Streitmacht aufstellen zu können, und daher 1357 die Stadt Schärding samt Gebiet und Maut für 20.000 Goldgulden an die Herzöge von Österreich verpfändet. Nur vier Tage nach dem Friedensschluss starb Margarete von Tirol.

## Folgen
Der Vertrag legte die endgültige Zugehörigkeit Tirols zur Habsburgermonarchie Österreich fest, zu dessen Nachfolger Österreich es – zum großen Teil – bis heute gehört. 1505 wurde mit dem Kölner Schiedsspruch der Vertrag zu Gunsten Tirols revidiert, als die genannten drei Gerichte an die Habsburger fielen, wobei jedoch dort das oberbayerische Landrecht jahrhundertelang weiter in Kraft blieb. 1779 erfolgte dann mit dem Frieden von Teschen auch die Revision bezüglich Schärdings da das gesamte Innviertel dadurch an Österreich kam.